# Teretrius biguttatus
Teretrius biguttatus är en skalbaggsart som först beskrevs av Lewis 1910.  Teretrius biguttatus ingår i släktet Teretrius och familjen stumpbaggar. Inga underarter finns listade i Catalogue of Life.